# (33689) 1999 JM126
1999 JM126 (asteroide 33689) é um asteroide da cintura principal. Possui uma excentricidade de 0.12657120 e uma inclinação de 8.96294º.
Este asteroide foi descoberto no dia 13 de maio de 1999 por LINEAR em Socorro.